# Romina Oprandi
Romina Oprandi (Jegenstorf, 29 marzo 1986) è un'allenatrice di tennis ed ex tennista italiana naturalizzata svizzera.
Nella sua carriera, costellata da infortuni, non è mai riuscita ad imporsi a livello WTA, mentre nel circuito ITF può vantare 22 titoli in singolare e 10 in doppio.
Fino al gennaio 2012 ha gareggiato con la nazionale italiana, passando poi sotto la bandiera svizzera a causa della mancata convocazione in Fed Cup dopo aver raggiunto, nello stesso anno, il terzo turno agli Australian Open.

## Carriera
Figlia di padre italiano e di madre svizzera, Romina ha il doppio passaporto italiano e svizzero e, dagli inizi della sua carriera e fino a gennaio del 2012 ha giocato per l'Italia.

### 2006 - 2011
Romina è approdata al professionismo nel 2005, ma è esplosa nel corso del 2006, anno in cui ha raggiunto i quarti di finale nel Master di Roma partendo addirittura dalle qualificazioni, dopo aver battuto Samantha Stosur e Vera Zvonarëva e perdendo solo al tie-break del terzo set contro Svetlana Kuznecova. Successivamente ha partecipato anche al Torneo di Wimbledon, dove perde al primo turno contro Svetlana Kuznecova dopo aver superato le qualificazioni, e allo US Open, eliminata all'esordio dalla connazionale Francesca Schiavone. Sempre nel 2006, ha raggiunto i quarti di finale al torneo di Budapest ed ha fatto parte della squadra italiana di Fed Cup nell'incontro disputato in Spagna anche se non ha preso parte a nessuna partita. Quell'anno l'Italia avrebbe conquistato il trofeo nella finale disputata a Charleroi. Nella classifica fornita dalla WTA il 25 settembre 2006 ha raggiunto la 46ª posizione.
L'inizio del 2007 ha visto la giovane italiana perdere al primo turno nei tornei di Auckland, Hobart e Australian Open (dove è stata sconfitta da Shahar Peer). In seguito ha disputato i tornei di Pattaya City, Indian Wells e Miami senza ottenere risultati di rilievo. All'inizio della stagione sulla terra ha giocato in il torneo Tier II di Amelia Island, dove ha battuto la bielorussa Viktoryja Azaranka nel primo turno prima di perdere dall'australiana Samantha Stosur al secondo turno. Ha perso al primo turno di Charleston e poi è stata costretta a ritirarsi in un match contro l'italiana Karin Knapp nel torneo Tier III di Budapest. In quella partita Romina si è rotta l'avambraccio destro, infortunio che l'ha costretta a giugno 2007 a ritirarsi dal tennis professionistico. Nonostante l'infortunio Romina aveva giocato il Master di Roma, perdendo da Juliana Fedak in tre set al primo turno, il torneo di Istanbul raggiungendo il secondo turno, il Roland Garros dove Romina ha perso ancora una volta al primo turno contro Meilen Tu ed a Barcellona, dove è stata costretta al ritiro contro l'altra italiana Francesca Schiavone.
Dopo una delicata operazione, che le ha permesso di poter ricominciare a giocare a tennis, la Oprandi è tornata a giocare nel mese di agosto 2008 partecipando ad una serie di tornei del circuito ITF. Ha poi giocato il suo primo torneo WTA dopo l'infortunio nel febbraio 2009 a Bogotà dove ha perso al primo turno dalla ceca Klára Zakopalová. Successivamente ha continuato a partecipare a dei tornei del circuito ITF.
Il 2010 è stato l'anno del ritorno di Romina Oprandi nelle prime 100 giocatrici del Mondo. Partendo da n. 220 delle classifiche WTA, Romina ha collezionato risultati eccellenti nella categoria ITF, a cui si sono andati ad aggiungere il secondo turno raggiunto al Torneo di Wimbledon (dopo aver passato le qualificazioni) e la semifinale agli Internazionali Femminili di Palermo. Ha partecipato anche allo US Open dove è stata sconfitta al primo turno da Julia Görges. Al termine dell'anno è risultata essere la n. 69 del Mondo, con un incremento annuo di 151 posizioni.
Il 2011 è iniziato con tre sconfitte nella Australian Open Series, ad Auckland, ad Hobart ed allo Slam di Melbourne (contro Marija Kirilenko). Un infortunio patito a Monterrey nel corso di un match contro Barbora Záhlavová-Strýcová ha tenuto Romina lontano dai campi di gioco per circa due mesi. Tornata in campo ad aprile, ha subito ottenuto un brillante successo al Master di Roma contro Kaia Kanepi, prima di perdere al secondo turno da Daniela Hantuchová. Eliminata all'esordio al Roland Garros da Ekaterina Makarova, Romina ha colto i principali successi del 2011 nel torneo olandese sull'erba di 's-Hertogenbosch, dove ha sconfitto in due set l'allora numero due del Mondo Kim Clijsters e successivamente l'eterna tennista giapponese Kimiko Date Krumm. Nella semifinale contro Jelena Dokić, una banale caduta le ha provocato una frattura scomposta al polso sinistro, che le ha precluso di essere competitiva al Torneo di Wimbledon, dove è stata sconfitta nettamente da Lourdes Domínguez Lino.

Penalizzata in classifica, Romina è stata costretta al torneo di qualificazione allo US Open, dove dopo aver ottenuto l'accesso al tabellone principale, ha battuto la beniamina locale Melanie Oudin prima di cedere all'italiana Flavia Pennetta. Il 2011 si è concluso con una brillante fila di successi nel circuito ITF, avendo Romina raggiunto la finale ai tornei di Sofia e di Kansas City (battuta rispettivamente da Sílvia Soler Espinosa e Varvara Lepchenko) ed avendo vinto i tornei di Las Vegas (contro Alexa Glatch) e Rock Hill (contro Grace Min).

### 2012
L'inizio del 2012 è stato assai più brillante della precedente stagione. Al torneo di Hobart ha superato le qualificazioni prima di cedere al primo turno a Mona Barthel, che poi avrebbe vinto il torneo. Agli Australian Open ha vinto due belle partite in due set contro Nastas'sja Jakimava e contro l'ex campionessa del Roland Garros Francesca Schiavone, prima di arrendersi in un match lottato contro la tedesca Julia Görges. Il 25 gennaio 2012 comunica la scelta di tornare a rappresentare la Svizzera. Il suo primo torneo da svizzera lo disputa a Bogotà, in Colombia. Non si tratta di un esordio fortunato, in quanto Romina, dopo aver superato al primo turno Alexandra Cadanțu, è stata sconfitta al secondo turno da Tímea Babos. Qualche giorno dopo si scoprirà che Romina aveva giocato contro la Babos con i legamenti del ginocchio destro rotti. Agli inizi di marzo Romina subisce un'operazione al ginocchio, dalla quale si riprende in tempi brevissimi, oltre ogni ottimistica previsione. Riesce pertanto a partecipare già a maggio al Roland Garros, dove viene sconfitta, per inferiorità di preparazione atletica, da Vol'ha Havarcova. Successivamente gioca il torneo di 's-Hertogenbosch, dove perde al primo turno in tre set nella rivincita contro Kim Clijsters. Arriva al Torneo di Wimbledon in condizioni ancora imperfette, ma riesce a passare un turno contro Irina Begu, prima di essere sconfitta dalla numero uno del mondo Viktoryja Azaranka. Impossibilitata a giocare la Federation Cup con la Svizzera a causa dell'infortunio a Bogotà, Romina è costretta a saltare le Olimpiadi di Londra 2012, e pertanto si rituffa nei tornei ITF, dove arriva in semifinale a Biella (sconfitta da Johanna Larsson) e vince a Biarritz, battendo in semifinale Arantxa Rus ed in finale Mandy Minella. A metà agosto conquista poi il ventiduesimo torneo ITF in singolare della carriera, battendo Anna Čakvetadze nella finale del torneo del Bronx. Sconfitta al primo turno del torneo di Dallas da Arantxa Rus, Romina partecipa poi allo US Open, dove gioca il miglior torneo della sua carriera vincendo al primo turno contro Andrea Petković e perdendo al secondo turno, al termine di un match epico, contro Marion Bartoli. Dopo due sconfitte al primo turno nei tornei di Quebec City e Tokyo, raggiunge il terzo turno a Pechino dove batte la serba Ana Ivanović, mentre nei quarti è sconfitta dalla numero 1 del mondo Viktoryja Azaranka racimolando solo un game.

### 2014
Romina ottiene la sua prima finale WTA a Marrakech dove viene sconfitta dalla spagnola María Teresa Torró Flor in 3 set. Nel doppio, sempre a Marrakech, conquista invece il suo primo torneo WTA in coppia con Garbiñe Muguruza Blanco.

## Statistiche

### Singolare

#### Sconfitte (1)
| Legenda: Dal 2009     |
| --------------------- |
| Grande Slam (0)       |
| Argenti Olimpici (0)  |
| WTA Finals (0)        |
| Premier Mandatory (0) |
| Premier 5 (0)         |
| Premier (0)           |
| International (1)     |

| N. | Data           | Torneo                                              | Superficie  | Avversaria in finale    | Punteggio     |
| 1. | 27 aprile 2014 | Grand Prix SAR La Princesse Lalla Meryem, Marrakech | Terra rossa | María Teresa Torró Flor | 3-6, 6-3, 3-6 |

### Doppio

#### Vittorie (1)
| Legenda: Dal 2009     |
| --------------------- |
| Grande Slam (0)       |
| Ori Olimpici (0)      |
| WTA Finals (0)        |
| Premier Mandatory (0) |
| Premier 5 (0)         |
| Premier (0)           |
| International (1)     |

| N. | Data           | Torneo                                              | Superficie  | Compagna         | Avversarie in finale             | Punteggio        |
| 1. | 27 aprile 2014 | Grand Prix SAR La Princesse Lalla Meryem, Marrakech | Terra rossa | Garbiñe Muguruza | Katarzyna Piter Maryna Zanevs'ka | 4-6, 6-2, [11-9] |

## Risultati in progressione
| Sigla | Risultato               |
| ----- | ----------------------- |
| V     | Vincitore               |
| F     | Finalista               |
| SF    | Semifinalista           |
| O     | Oro olimpico            |
| A     | Argento olimpico        |
| SF    | Bronzo olimpico         |
| QF    | Quarti di Finale        |
| 4T    | Quarto turno            |
| 3T    | Terzo turno             |
| 2T    | Secondo turno           |
| 1T    | Primo turno             |
| RR    | Round Robin             |
| LQ    | Turno di qualificazione |
| A     | Assente                 |
| ND    | Non disputato           |

| Legenda superfici    |
| -------------------- |
| Cemento              |
| Terra battuta        |
| Erba                 |
| Superficie variabile |

### Singolare nei tornei del Grande Slam
| Torneo          | 2006 | 2007 | 2008 | 2009 | 2010 | 2011 | 2012 | 2013 | 2014 | 2015 | 2016 | V--S |
| --------------- | ---- | ---- | ---- | ---- | ---- | ---- | ---- | ---- | ---- | ---- | ---- | ---- |
| Australian Open | A    | 1T   | A    | A    | A    | 1T   | 3T   | 2T   | A    | 1T   | A    | 3-5  |
| Open di Francia | A    | 1T   | A    | Q2   | A    | 1T   | 1T   | 1T   | 1T   | Q1   | Q1   | 0-5  |
| Wimbledon       | 1T   | A    | A    | A    | 2T   | 1T   | 2T   | 1T   | 1T   | Q2   | A    | 2-6  |
| US Open         | 1T   | A    | A    | A    | 1T   | 2T   | 2T   | A    | 1T   | Q2   | A    | 2-5  |
| Totale          | 0-2  | 0-2  | 0-0  | 0-0  | 1-2  | 1-4  | 4-4  | 1-3  | 0-3  | 0-1  | 7-21 |      |

### Doppio nei tornei del Grande Slam
| Torneo          | 2006 | 2007 | 2008 | 2009 | 2010 | 2011 | 2012 | 2013 | 2014 | 2015 | V--S |
| --------------- | ---- | ---- | ---- | ---- | ---- | ---- | ---- | ---- | ---- | ---- | ---- |
| Australian Open | A    | 1T   | A    | A    | A    | 1T   | A    | 1T   | A    | 1T   | 0-4  |
| Open di Francia | A    | A    | A    | A    | A    | 1T   | 1T   | 1T   | A    |      | 0-3  |
| Wimbledon       | A    | A    | A    | A    | A    | A    | A    | 2T   | A    |      | 1-1  |
| US Open         | 1T   | A    | A    | A    | 1T   | A    | 2T   | A    | 1T   |      | 1-4  |
| Totale          | 0-1  | 0-1  | 0-0  | 0-0  | 0-1  | 0-2  | 1-2  | 1-3  | 0-1  | 0-1  | 2-12 |

### Doppio misto nei tornei del Grande Slam
Nessuna partecipazione

## Curiosità
- È tifosa del Napoli.

## Vittorie contro giocatrici Top 10
| Stagione | 2011 | Totale |
| Vittorie | 1    | 1      |

| #    | Giocatrice    | Ranking | Evento                  | Superficie | Turno | Punteggio   | Rank. ROR |
| ---- | ------------- | ------- | ----------------------- | ---------- | ----- | ----------- | --------- |
| 2011 |               |         |                         |            |       |             |           |
| 1.   | Kim Clijsters | 2       | Rosmalen Open, Rosmalen | Erba       | 2T    | 7-6(5), 6-3 | 82        |